# Vidar Riseth
Vidar Riseth (Frosta, 21 april 1972) is een voormalig voetballer (middenvelder) uit Noorwegen die in 2010 zijn carrière beëindigde.

## Clubcarrière
Hij kwam onder meer uit voor de Noorse eersteklasser Lillestrøm SK, en speelde eveneens voor Rosenborg BK, Celtic FC en Rayo Vallecano. In 2003 kreeg hij de Kniksenprijs voor verdediger van het jaar, een prijs die jaarlijks wordt uitgereikt aan de beste verdediger in de Noorse competitie.

## Interlandcarrière
Riseth speelde in de periode 1997-2007 in totaal 52 wedstrijden voor de Noorse nationale ploeg, en scoorde vier keer. Hij maakte zijn debuut op 8 oktober 1997 in het vriendschappelijke duel tegen Colombia (0-0), evenals Bjørn Tore Kvarme (Liverpool), Bjørn Viljugrein (Valerenga IF) en Steinar Nilsen (Tromso).
| Interlanddoelpunten | Interlanddoelpunten | Interlanddoelpunten | Interlanddoelpunten     | Interlanddoelpunten | Interlanddoelpunten | Interlanddoelpunten | Interlanddoelpunten |
| №                   | Datum               | Locatie             | Wedstrijd               | Goal(s)             | Score               | Uitslag             | Competitie          |
| ------------------- | ------------------- | ------------------- | ----------------------- | ------------------- | ------------------- | ------------------- | ------------------- |
| 1                   | 25 maart 1998       | Brussel             | België – Noorwegen      | 11'                 | 1 – 1               | 2 – 2               | Oefeninterland      |
| 2                   | 20 mei 1998         | Oslo                | Noorwegen – Mexico      | 80'                 | 5 – 2               | 5 – 2               | Oefeninterland      |
| 3                   | 18 augustus 2004    | Oslo                | Noorwegen – België      | 59'                 | 2 – 2               | 2 – 2               | Oefeninterland      |
| 4                   | 8 september 2004    | Oslo                | Noorwegen – Wit-Rusland | 39'                 | 1 – 0               | 1 – 1               | WK-kwalificatie     |

## Erelijst
Rosenborg BK
- Noors landskampioen

1993, 2003, 2004, 2006
- Beker van Noorwegen

2003